# Pico da Lagoa
O Pico da Lagoa é uma elevação portuguesa localizada na freguesia açoriana do Norte Pequeno, concelho da Calheta, ilha de São Jorge, arquipélago dos Açores.
Este acidente geológico encontra-se geograficamente localizado próximo da Norte Pequeno e encontra-se intimamente relacionado com maciço montanhoso central da ilha de são Jorge do qual faz parte.
Esta formação encontra-se a sul da freguesia do Norte Pequeno entre o Pico da Gente e o Pico do Alandroal.
Esta formação geológica localizada a 579 metros de altitude acima do nível do mar apresenta escorrimento pluvial para a costa marítima e deve na sua formação geológica a um escorrimento lávico e piroclástico antigo.